# Výdejový stojan benzínové čerpací stanice HEFA „C“ v Božím Daru
Výdejový stojan benzínové čerpací stanice HEFA C v obci Boží Dar v okrese Karlovy Vary stojí na parkovišti východně od kostela svaté Anny, poblíž čerpací stanice při příjezdu do Božího Daru od česko-německé státní hranice a hraničního přechodu Boží Dar. Od roku 2010 je chráněn jako nemovitá kultrní památka České republiky.

## Historie
Výdejový stojan benzínové čerpací stanice HEFA „C“ pochází pravděpodobně z let 1958–1959. Jeho barevnost byla původně v kombinaci červené a žluté jako u ostatních stojanů firmy Benzina.

## Popis
Stojan ukotvený do země šrouby byl původně napojen potrubím na cisternu umístěnou pod zemí; ta byla osazena v železobetonové jímce a napojena na odlučovač výparů. Kostra stojanu svařená z pravoúhlých železných profilů je kryta hladkými plechy, které mají prostupy pro nulovací hřídélku počítadla a výřez pro ciferník; levý krycí plech je zároveň dvířky pro uschování pistole a hledítka a je rozdělen na dva díly s panty a zámkem. Vnitřek stojanu obsahuje nádobovou odměrku, ciferník s počítadlem, čtyřpístový průtokový měřič, plovákovou komoru a potrubí. Přidělené identifikační šestimístné číslo obvykle vyražené na štítku je zde vyraženo na ciferníku.
Ruční čerpadlo má na hřídeli nasazenou páku. Na pravé části je osazení pro pístovou výdejovou pistoli, na levé hledítko pro kontrolu průtoku kapaliny. Pistole se původně dala zajistit visacím zámkem nebo uzamknout spolu s hledítkem dovnitř stojanu.
Na stojanu je replika svítícího skleněného nástavce, takzvaného „globu“ s logem firmy nebo s uvedením názvu pohonné látky, který byl charakteristickým znakem stojanů do roku 1960.
Pravděpodobně je stojan v Božím Daru jediným známým, který byl vyroben v Adamovských strojírnách; je však možné, že byl v Adamově pouze zkompletován ze starších dílů dovezených z Prahy.

### HEFA „C“
Typ výdejového stojanu HEFA „C“ je výrobek pražské strojírenské firmy Hejduk a Faix, která jej zavedla do výroby v roce 1935 podle vlastního patentu. Měřič kapaliny byl nově průtokový a u stojanu bylo možné průběžně měřit objem protečené kapaliny. Stojany byly nabízeny ve dvou variantách – s elektrickým čerpadlem a levnější s ručním čerpadlem. Po znárodnění firmy Hejduk a Faix pokračovala výroba stojanů po drobných úpravách až do konce 50. let 20. století, kdy byla produkce přesunuta do Adamovských strojíren. HEFA „C“ se vyráběla do roku 1960, kdy ji nahradil typ ADAST.